# Konzert am Ende des Winters
Konzert am Ende des Winters (albanisch Koncert në fund të dimrit) ist ein Roman des albanischen Schriftstellers Ismail Kadare (1936–2024), der das Ende der albanisch-chinesischen Beziehungen im Jahre 1978 thematisiert. 
Das Werk wurde zwischen 1978 und 1981 geschrieben und im Herbst 1981 zum Staatsverlag geschickt, jedoch vor seiner Veröffentlichung auf Anordnung des Zentralkomitees der Partei der Arbeit Albaniens verboten. Der Roman wurde von Partei- und Staatsämtern als antikommunistisches Werk, als Spott des politischen Systems und als offener Widerstand gegen die kommunistische Ideologie angesehen.
1988 konnte das umfangreiche Buch doch noch veröffentlicht werden. 1991 erschien die deutschsprachige Übersetzung von Joachim Röhm unter dem Titel „Konzert am Ende des Winters“.

## Historischer Kontext
Die Beziehungen zwischen der Sozialistischen Volksrepublik Albanien und der Volksrepublik China verschlechterten sich zwischen 1972 und 1978 immer mehr. Beide Länder hatten sich gegenseitig bei der sowjetischen-albanischen und chinesisch-sowjetischen Spaltung in den frühen 1960ern unterstützt und erklärten die Notwendigkeit, den Marxismus-Leninismus gegen das zu verteidigen, was sie als sowjetischen Revisionismus innerhalb der internationalen kommunistischen Bewegung betrachteten. In den frühen 1970er Jahren verschärften sich jedoch die Meinungsverschiedenheiten, da Albanien bestimmte Aspekte der chinesischen Politik nicht akzeptierte.
1978 brach China seine Handelsbeziehungen mit der Sozialistischen Volksrepublik Albanien ab und signalisierte damit ein Ende des informellen Bündnisses zwischen den beiden Staaten.

## Hintergrund
Der Roman wurde 1978 begonnen und drei Jahre später beendet. Das Manuskript wurde im Herbst 1981 zur Veröffentlichung übergeben. Mittlerweile hatte Mehmet Shehu, der amtierende albanische Ministerpräsident und designierter Nachfolger des kommunistischen Staatschefs Enver Hoxha, im Dezember 1981 Selbstmord begangen. In den Seiten dieses noch unveröffentlichten Romans hatte Kadare ausführlich geschildert, wie Mao Zedong seinen Nachfolger Lin Biao ermordet und es als Flugunfall darstellen lässt.
Kadare wurde darüber informiert, dass seine Veröffentlichung auf Anordnung des Zentralkomitees der Partei der Arbeit Albaniens verboten worden war. Der Roman wurde von Partei- und Staatsämtern als antikommunistisches Werk, als Spott des politischen Systems und als offener Widerstand gegen die kommunistische Ideologie angesehen und blieb daher bis mehrere Jahre nach Enver Hoxhas Tod unveröffentlicht.
In einem geheimen Bericht dieser Zeit heißt es:

„[…] Der Roman ist eine Satire und ein Spott über den Kommunismus, seinen Prinzipien und seine Ideen;  von der Position eines europäischen Liberalen. Diese Satire und dieser Hohn verbergen sich hinter der Idee, den chinesischen Sozialismus anzugreifen. Bis hier ist es noch irgendwie verborgen. Doch dann wird es auf den Seiten des Romans offen erkennbar durch mehrdeutige Ideen und Sätze, von denen es im Roman nur so wimmelt. […]

Die Ironie und der Sarkasmus über den Sozialismus und der Terminologie die wir verwenden, sowie die Verspottung der Dinge die uns heilig sind, füllen den gesamten Roman von I. Kadare. […] Es ist verblüffend, dass der Autor immer wenn er über den Sozialismus, die Partei, die Basisorganisation und ihre Treffen spricht, sich mit Ironie und Spott ausdrückt. […]Dazu kommt noch die Trostlosigkeit der Situation: Entlassungen, Verhaftungen, Inhaftierungen, Treffen, Kritik und Selbstkritik. Diese Beschreibungen machen den Sozialismus zu einer Finsternis, in der die Menschen um ihr eigenes Schicksal, um das Schicksal ihrer Lieben und um die Zukunft im Allgemeinen zittern. […] Die Idee der Zerstörung des Menschen, der Angst, des Fiebers und der Unsicherheit, die laut dem Autor der Klassenkampf im Sozialismus verursacht, ist klar […]“

Der Roman wird oft in Verbindung gesetzt mit Kadares Buch „Der große Winter“ (1977), in dem der Bruch zwischen Albanien und der Sowjetunion thematisiert ist und das nicht nur im großen Seitenumfang Parallelen hat.

## Inhalt
Die Geschichte thematisiert das Ende der albanisch-chinesischen Beziehungen im Jahre 1978. Ereignisse, die während der Zeit der albanisch-chinesischen Beziehungen in sieben Jahren von 1971 bis 1978 auftreten, werden hier auf nur einige Monate kondensiert. Der Roman spricht von der kommunistischen Welt, ohne sich durch Allegorien zu maskieren. Kadare zielt mit dem Kritiker Zija Shkurti auf das maoistische China ab und greift die maoistisch-chinesischen Praktiken an, die auch das kommunistische Albanien 1967 praktizierte, als Intellektuelle in andere Städte und Dörfer geschickt wurden, um dem Volk nahe zu sein. Die Methoden des Abhörens, die Erschaffung des neuen Menschen, die Angst die in den verschiedenen Schichten der Gesellschaft herrschte, werden thematisiert.

## Ausgaben & Übersetzungen
- Koncert në fund të dimrit. Tirana 1988, Naim Frashëri
- Koncert në fund të dimrit. Tirana 2011, Onufri, ISBN 9789995687427
- Konzert am Ende des Winters. Salzburg/Wien 1991, Residenz, ISBN 3-7017-0715-4
- Konzert am Ende des Winters. Frankfurt 2015, Fischer, ISBN 978-3596191819
- Le concert. Paris 1989, Fayard
- The Concert. New York 1994, William Morrow & Co, ISBN 0688097626
- The Concert. New York 2013, Arcade, ISBN 978-1611458725